# Estación Ruta 6
Ruta 6 será una futura estación ferroviaria de la Línea Belgrano Norte de la red de ferrocarriles metropolitanos de Buenos Aires, Argentina.

## Ubicación
Estará ubicada a la vera de la Ruta Provincial 6, de la cual recibirá su nombre, en el partido de Exaltación de la Cruz, provincia de Buenos Aires. En su lugar funcionó la estación Carlos Lemeé. 

## Servicios
Hasta 1977 brindaba servicio de pasajeros, pero su ramal fue desmantelado ese año, actualmente es sólo de cargas. Sus vías corresponden al Ramal CC del Ferrocarril General Belgrano. Sus vías e instalaciones están concesionadas a la empresa Trenes Argentinos Cargas.

## Rehabilitación de la Estación
En 2014 la Administración de Infraestructuras Ferroviarias del Ministerior del Interior y Transporte de la Nación anunció las nuevas obras de la estación.